# Prière pour refusniks
Prière pour refusniks és un curtmetratge francès dirigit per Jean-Luc Godard, produïda el 2004 amb la cançó "l'opression" en primer pla sonor, de i interpretada per Léo Ferré.